# Римаренко Євген Якович
Римаренко Євген Якович (нар.7 грудня 1892, м. Каховка, Дніпровський повіт, Таврійська губернія — пом. ?) — український військовик, сотник Армії УНР булавний старшина для доручень при Уповноваженому Уряду УНР при Головній Команді Військ Польських з 1 липня 1920 р.

## Життєпис

### Перша Світова Війна
Українець. Православний. Закінчив Мелітопольську Реальну школу (1913 р.); Вступив юнаком в Олександрівську військову школу у Москві 30 листопада 1914 року, яку скінчив в ранзі прапорщика 1 травня 1915 р. зі старшинством 1 квітня 1915 року; скінчив ІІ курси Московського комерційного інституту.
В ранг «підпоручика» підвищений 20 березня 1916 року. В ранг «поручика» підвищений 17 жовтня 1916 року. В ранг «штабс-капітана» підвищений 21 березня 1917 року за вислугу років.
Нагороди Російської імператорської армії за бойові заслуги:
— Орден св. Станіслава ІІІ і ІІ ступенів з мечами і бантом; — Орден св. Анни ІІІ ступеня з мечами і бантом і ІІ ступеня з мечами — Представлений до відзнаки св. Анни IV ступеня з написом «За храбрость»
З 12 травня по 30 липня 1914 року був молодшим старшиною в 20-му запасному пішому батальйоні в м. Курську. З 1 серпня 1914 року відправлений у Дієву Армію в 413 піший Порковський полк молодшим старшиною 7-ї роти. З 2 травня 1916 року командир сотні на законній підставі. З 18 квітня 1917 року — молодший старшина в 9-й роті. З 20 липня 1917 року — завідувач розвідки 104-ї пішої дивізії. Останнє звання у російській армії — завідувач розвідки 104-ї пішої дивізії в ранзі штабс-капітана. Брав участь в усіх боях та походах 413-го пішого Порковського полку з 30 жовтня 1915 по 20 листопада 1917 року.

### В Армії УНР
У штабі Першої пішої Української дивізії з 5 серпня 1917 року в ранзі штабс-капітана на посаді завідувача розвідки дивізії. З 30 квітня 1918 року — командир 3-ї сотні 3-го кінного Житомирського полку. В червні місяці підвищений командиром 2-ї сотні 7-го Житомирського полку. З 5 серпня 1918 року командирований до Київської Інструкторської Школи Старшин. З 6 грудня 1918 року по 21 січня 1919 року в.о. начальника штабу 2-ї пішої Волинської дивізії. По 20 квітня 1919 року хворів на плямистий тиф у ІІ-му військовому шпиталі в м. Кам'янці. З 20 квітня по 30 серпня 1919 року — вартовий старшина на телеграфі Штадармії. З 30 серпня по 26 листопада 1919 року — старшина для доручень в оперативному відділі Штадармії. З 28 листопада 1919 року по 24 квітня 1920 року був інтернований у Польщі. З 24 квітня 1920 року по 5 червня 1920 року — старшина для доручень при Представництві Українського Генерального Штабу при Начальній Команді Войська Польського в Україні. Одружений. Сім'я станом на 16 вересня 1920 року проживала у м. Мелітополі Таврійської губернії.
Власноручно Євген Римаренко написав, що ці відомості може підтвердити: — картка послужного списку в справах Штабу Наддніпрянської Дієвої Армії; — посвідка перевірочної комісії в м. Ланцут ч. 289; — полковник Генерального Штабу М. Капустянський та полковник Н. Никонів;
В ЦДАВОУ також міститься характеристика на Євгена Римаренка, укладена уповноваженим Армії УНР Дмитріївим:
|  | Знаючи сотника Римаренка від довшого часу як людину працьовиту, освічену і свідому своєї справи, яка окрім цього з самого початку бере участь в нашій національно-державній боротьбі за існування самостійної України. Зі свого боку вважаю, що він цілком заслуговує на всі військові привілеї, які йому можуть належати позакону. |

 15/IX 1920.
Член Комісії полковник Никонів.
Нагороджений «Хрестом Симона Петлюри». Ім'я Євгена Римаренка міститься у реєстрі нагороджених цією відзнакою під № 767.